# Paule
Paule (bretonisch: Paoul) ist eine französische Gemeinde mit 674 Einwohnern (Stand: 1. Januar 2022) im Département Côtes-d’Armor in der Bretagne. Sie gehört zum Arrondissement Guingamp, zum Kanton Rostrenen und zum Kommunalverband Kreiz-Breizh. Die Einwohner werden Paulois(es) genannt.

## Geografie
Paule liegt etwa 40 Kilometer nordöstlich von Quimper und etwa 58 Kilometer südwestlich von Saint-Brieuc im Südwesten des Départements Côtes-d’Armor. Umgeben wird Paule von den Nachbargemeinden Le Moustoir im Nordwesten und Norden, Maël-Carhaix im Norden und Nordosten, Glomel im Osten, Langonnet im Süden sowie Plévin im Westen.
Durch den Norden der Gemeinde verläuft die Route nationale 164. Dort verläuft auch der Canal de Nantes à Brest.

## Geschichte
In der Zeit zwischen dem fünften und ersten vorchristlichen Jahrhundert kann hier eine befestigte Siedlung der Osismier nachgewiesen werden (Gemarkung Paule-Saint-Symphorien).

## Bevölkerungsentwicklung
| Jahr                       | 1962 | 1968 | 1975 | 1982 | 1990 | 1999 | 2006 | 2012 | 2019 |
| Einwohner                  | 1094 | 962  | 811  | 716  | 627  | 652  | 722  | 724  | 691  |
| Quellen: Cassini und INSEE |      |      |      |      |      |      |      |      |      |

## Sehenswürdigkeiten

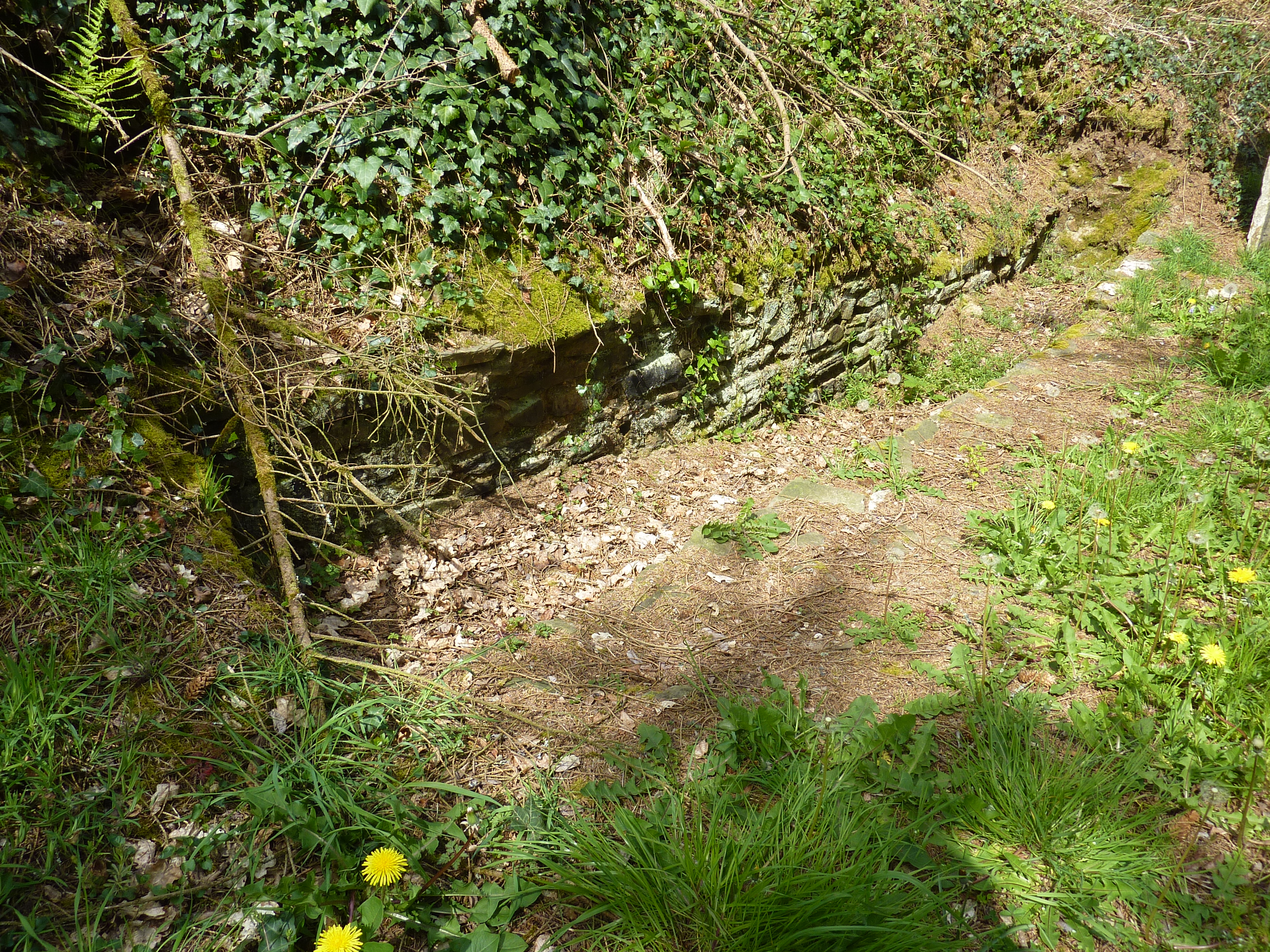
Carhaix Dourbont Aquädukt

- Archäologische Fundstelle Paule-Saint-Symphorien
- Tumuli von Kergroas und von Castellaouenan, Monument historique seit 1968
- Kapelle Lansalaün aus dem 16. Jahrhundert, Monument historique seit 1920
- Carhaix Dourbont „Tunnel“ von Kervoaguel, römischer Aquädukt, Monument historique seit 2005
- Herrenhaus von Keranguevel
- Wallburg von Brécilien
- Herrenhaus von Kerloguennic aus dem 19. Jahrhundert

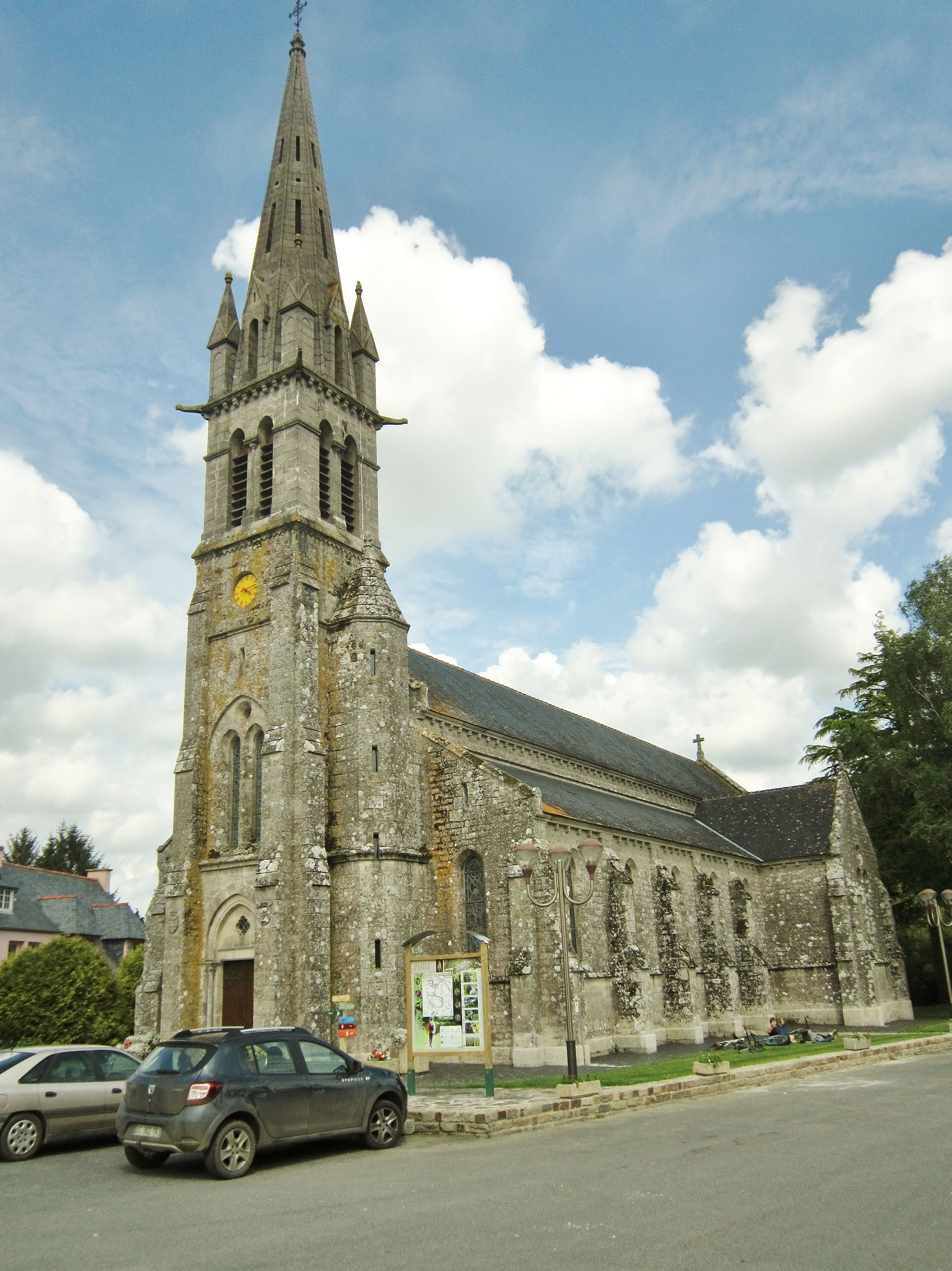
Kirche Saint-Paule

- Kirche Saint-Paule